# Kubrat (Bulgária)
Kubrat (búlgaro:Кубрат) é uma cidade da Bulgária, localizada no distrito de Razgrad. A sua população era de 8,118 habitantes segundo o censo de 2010.

## População
| Kubrat (cidade) | Kubrat (cidade) | Kubrat (cidade) | Kubrat (cidade) | Kubrat (cidade) | Kubrat (cidade) | Kubrat (cidade) | Kubrat (cidade) | Kubrat (cidade) | Kubrat (cidade) | Kubrat (cidade) | Kubrat (cidade) | Kubrat (cidade) | Kubrat (cidade) | Kubrat (cidade) | Kubrat (cidade) | Kubrat (cidade) | Kubrat (cidade) | Kubrat (cidade) | Kubrat (cidade) |
| --- | --------------- | --------------- | --------------- | --------------- | --------------- | --------------- | --------------- | --------------- | --------------- | --------------- | --------------- | --------------- | --------------- | --------------- | --------------- | --------------- | --------------- | --------------- | --------------- |
| Ano | 1887            | 1910            | 1934            | 1946            | 1956            | 1965            | 1975            | 1985            | 1992            | 2001            | 2002            | 2003            | 2004            | 2005            | 2006            | 2007            | 2008            | 2009            | 2010            |
| População | ??              | ??              | ??              | ??              | 6,470           | 7,523           | 9,828           | 10,737          | 9,906           | 9,069           | 9,045           | 8,946           | 8,761           | 8,650           | 8,494           | 8,450           | 8,285           | 8,256           | 8,118           |
| Fontes: Instituto Nacional de Estatísticas, „citypopulation.de“, „pop-stat.mashke.org“, Bulgarian Academy of Sciences |                 |                 |                 |                 |                 |                 |                 |                 |                 |                 |                 |                 |                 |                 |                 |                 |                 |                 |                 |